# Estádio Meteor
O Estádio Meteor é um estádio de futebol localizado na cidade de Dnipro, na Ucrânia.
Inaugurado em 1966 e renovado em 2001, tem capacidade para 24.380 torcedores.
Será utilizado pelo clube Dnipro Dnipropetrovsk até a conclusão do Estádio Dnipro, que será utilizado para a Eurocopa de 2012.